# عامه فهم سازه علم

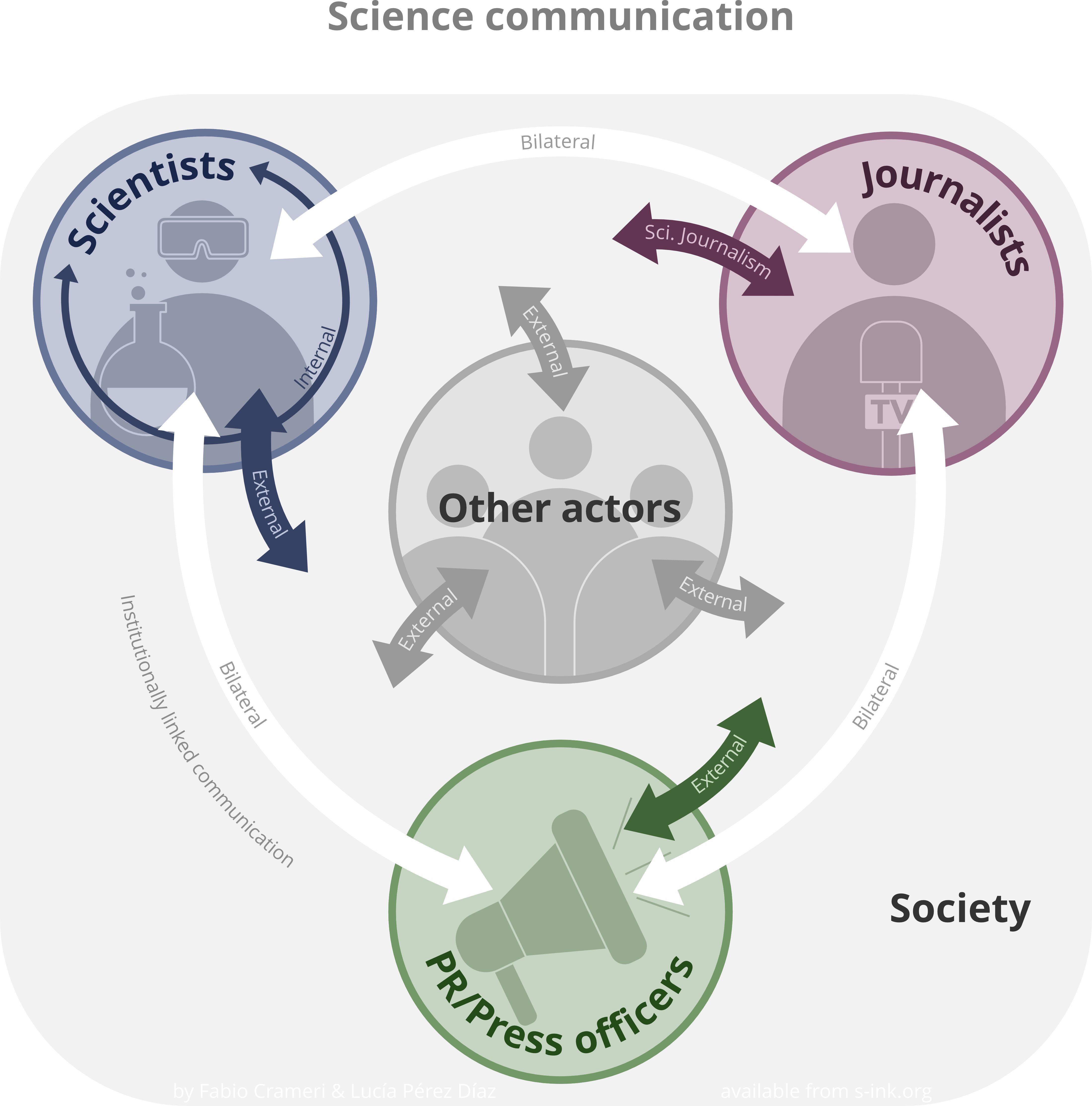
نمای کلی شماتیک حوزه و بازیگران ارتباطات علمی به گفته کارستن کنکر

عامه فهم سازی علم (Science communication) به عنوان یک فرایند مهم در جامعه، دارای اهمیت بسیاری است. این مهم طیف وسیعی از فعالیت ها را در بر می گیرد که علم و جامعه را به هم متصل می کند. عامه فهم سازی علم یعنی توضیح دادن مفاهیم و اصول علمی به صورتی که برای عموم قابل فهم باشد. هدف اصلی عامه فهم سازی علم، ارتباط برقرار کردن بین دانشمندان و جامعه است و اطمینان حاصل کردن از اینکه مفاهیم علمی به درستی و به طور قابل فهم برای عموم توضیح داده شود. این فرآیند می تواند به وسیله استفاده از زبان ساده، مثال ها و تصاویر آسان تر، ارائه دادن مثال های کاربردی و استفاده از روش های تعاملی مانند نمایشگاه های علمی و کارگاه های آموزشی انجام شود. عامه فهم سازی علم به عنوان یک فرایند ضروری برای ارتقای سطح دانش عمومی و افزایش آگاهی عمومی مورد توجه قرار گرفته است. عامه فهم سازی علم به عنوان یکی از اصول اصلی علم اجتماعی، به دانشمندان کمک می کند تا با استفاده از زبان ساده و روش های موثر مفاهیم و اصول علمی را به صورت قابل فهم برای عموم توضیح دهند.
عامه فهم سازی علم در بسیاری از زمینه ها مورد استفاده قرار می گیرد، از جمله علوم طبیعی، ریاضیات، فیزیک، شیمی و بیولوژی. در این زمینه ها، توضیح مفاهیم علمی به صورت ساده و قابل فهم برای عموم، می تواند به عموم مردم کمک کند تا بهتر بفهمند که چگونه این مفاهیم در زندگی روزمره خود قابل استفاده هستند.
ارتباط دهندگان علم گروه گسترده ای از افراد هستند: کارشناسان علمی، روزنامه نگاران علمی، هنرمندان علم، متخصصان پزشکی، مربیان مراکز طبیعت، مشاوران علمی برای سیاست گذاران و هر کس دیگری که با مردم در مورد علم ارتباط برقرار می کند. آنها اغلب از تکنیک های سرگرمی و متقاعدسازی از جمله طنز، داستان سرایی و استعاره برای ارتباط با ارزش ها و علایق مخاطبان خود استفاده می کنند.

## نقش عامه فهم سازی علم
عامه فهم سازی علم نقش بسیار مهمی در جامعه دارد زیرا باعث می شود که عموم مردم بتوانند از دانش و اطلاعات علمی بهره ببرند و بتوانند تصمیمات بهتری در زندگی روزمره خود بگیرند. همچنین، این فرایند می تواند به افزایش آگاهی عمومی و توسعه فرهنگ علمی در جامعه کمک کند.
۱. افزایش آگاهی عمومی: عامه فهم سازی علم به عموم مردم کمک می کند تا دانش و اطلاعات علمی بیشتری را دریافت کنند. با تبدیل مفاهیم علمی به زبان ساده و قابل فهم، عموم مردم می توانند بهترین فهم را از موضوعات علمی پیدا کنند و به طور کلی آگاهی عمومی درباره علم را افزایش دهند.
۲. تسهیل در اتخاذ تصمیمات بهتر: با دستیابی به فهم عمومی از موضوعات علمی، افراد می توانند در اتخاذ تصمیمات بهتر و مطلع تر در زندگی روزمره خود کمک کنند. با دسترسی به اطلاعات و دانش علمی، افراد می توانند تصمیمات هوشمندانه تری در زمینه های مختلف مانند بهداشت، محیط زیست، تغذیه و فناوری بگیرند.
۳. ترویج فرهنگ علمی: عامه فهم سازی علم می تواند به ترویج فرهنگ علمی در جامعه کمک کند. با ارائه دانش و اطلاعات علمی به عموم مردم به صورت قابل فهم و جذاب، علاقه و علاقه مندی به علم در جامعه افزایش می یابد. این می تواند به ایجاد انگیزه برای یادگیری و تحقیقات علمی در جامعه کمک کند و به توسعه علم و فناوری در کشور کمک کند.
۴. تقویت ارتباط بین دانشمندان و جامعه: عامه فهم سازی علم می تواند به تقویت ارتباط بین دانشمندان و عموم مردم کمک کند. با ارائه دانش علمی به صورت قابل فهم و قابل ارتباط برای عموم مردم، دانشمندان می توانند با جامعه در ارتباط باشند و اطلاعات و دانش خود را به اشتراک بگذارند. این می تواند به تعامل بیشتر بین دانشمندان و جامعه، افزایش آگاهی عمومی و در نتیجه پیشرفت علمی کمک کند.
۵. حل مسائل اجتماعی: عامه فهم سازی علم می تواند به حل مسائل اجتماعی کمک کند. با ارائه دانش و اطلاعات علمی به عموم مردم، می توان افراد را آگاه کرد و به حل مسائل اجتماعی مانند تغییرات آب و هوا، تلفات در حوادث طبیعی و مسائل بهداشتی کمک کرد. این می تواند به سازماندهی تلاش های جمعی برای مقابله با چالش های اجتماعی و بهبود شرایط زندگی کمک کند.
۶. پیشگیری از تبدیل شدن به جامعه ترس انگیز علمی: در جامعه هایی که دانش علمی به صورت عامه فهمی در دسترس نیست، ممکن است افراد به اشاعه اطلاعات نادرست و اعتقادات غلط متکی شوند. این می تواند منجر به ایجاد ترس و نگرانی درباره مسائل علمی مانند واکسیناسیون، تغذیه یا اثرات محیط زیست شود. با ارائه دانش و اطلاعات علمی به عموم مردم، می توان از ایجاد اینگونه ترس ها و نگرانی ها جلوگیری کرد و به افزایش اطمینان و آگاهی عمومی کمک کرد.
۷. ترویج نوآوری و خلاقیت: عامه فهم سازی علم می تواند به ترویج نوآوری و خلاقیت در جامعه کمک کند. با ارائه دانش علمی به عموم مردم، می توان افراد را الهام بخشید و به آنها ایده های جدید و پژوهش های نوین در زمینه های مختلف علمی ارائه کرد. این می تواند به ایجاد فرصت های جدید برای تحقیق و توسعه در جامعه و بهبود فناوری و نوآوری کمک کند.
۸. ارتقای سلامت جامعه: عامه فهم سازی علم می تواند به بهبود سلامت جامعه کمک کند. با ارائه دانش و اطلاعات علمی در زمینه های بهداشت و پزشکی، تغذیه و سبک زندگی سالم، عموم مردم می توانند به روش های بهتری برای حفظ سلامت خود و جامعه خود دست یابند. این می تواند به کاهش بار بیماری ها، افزایش عمر و بهبود کیفیت زندگی کمک کند.
۹. ترویج انگیزه برای یادگیری مداوم: عامه فهم سازی علم می تواند به ترویج انگیزه برای یادگیری مداوم در جامعه کمک کند. با ارائه دانش و اطلاعات علمی به صورت قابل فهم و جذاب، عموم مردم می توانند انگیزه بیشتری برای یادگیری و به روزرسانی دانش خود داشته باشند. این می تواند به توسعه فرهنگ یادگیری مداوم در جامعه کمک کند و افراد را به یادگیری و به روزرسانی دانش خود ترغیب کند.
شیوه های عامه فهم سازی علم
روش های مختلفی برای عامه فهم سازی علم وجود دارد، از جمله استفاده از زبان ساده و قابل فهم، استفاده از مثال ها و تصاویر آسان تر، استفاده از نمایشگاه های علمی و کارگاه های آموزشی، استفاده از رسانه های عمومی مانند رادیو، تلویزیون و اینترنت، و استفاده از روش های تعاملی مانند بحث، گفتگو و پرسش و پاسخ.
۱. استفاده از زبان ساده: در عامه فهم سازی علم، استفاده از زبان ساده و غیر تخصصی بسیار مهم است. به جای استفاده از عبارات فنی و پیچیده، می توان از کلمات و عبارات قابل فهم برای عموم استفاده کرد. به عنوان مثال، به جای استفاده از عبارات فنی درباره ترکیب شیمیایی، می توان از اصطلاحات روزمره مانند "مواد شیمیایی" یا "ترکیبات شیمیایی" استفاده کرد.
۲. استفاده از مثال ها و تصاویر: استفاده از مثال ها و تصاویر می تواند به عموم مردم کمک کند تا مفاهیم علمی را بهتر درک کنند. با استفاده از مثال های مرتبط با زندگی روزمره، می توان مفاهیم پیچیده را به صورت قابل فهم توضیح داد. همچنین، با استفاده از تصاویر و نمودارها می توان مفاهیم را به صورت بصری نشان داد و بهترین درک را برای عموم مردم ایجاد کرد.
۳. استفاده از روش های تعاملی: استفاده از روش های تعاملی مانند نمایشگاه های علمی، کارگاه های آموزشی و بحث و گفتگو، می تواند به عموم مردم کمک کند تا به صورت فعال در فرایند یادگیری شرکت کنند. این روش ها به افراد امکان می دهند تجربه های عملی را تجربه کنند و از طریق بحث و گفتگو با دیگران، بهترین فهم را از مفاهیم علمی به دست بیاورند.
۴. استفاده از رسانه های عمومی: استفاده از رسانه های عمومی مانند رادیو، تلویزیون و اینترنت نیز می تواند به عامه فهم سازی علم کمک کند. با استفاده از این رسانه ها، می توان مفاهیم علمی را به صورت جذاب و آموزنده به عموم مردم ارائه داد و به افزایش آگاهی عمومی درباره علم و فناوری کمک کرد.
۵. استفاده از داستان ها و نقاشی ها: استفاده از داستان ها و نقاشی ها می تواند به عموم مردم کمک کند تا مفاهیم علمی را به صورت جذاب و دلچسب درک کنند. با استفاده از داستان های ساده و شیرین، می توان مفاهیم را به صورت داستانی و قصه گویی توضیح داد. همچنین، نقاشی ها و تصاویر زیبا می توانند به عموم مردم کمک کنند تا بهترین درک را از مفاهیم علمی داشته باشند.
همه این شیوه ها می توانند به عموم مردم کمک کنند تا بهترین فهم را از مفاهیم علمی داشته باشند و بتوانند از دانش و اطلاعات علمی بهره ببرند. استفاده از این شیوه ها در عامه فهم سازی علم می تواند به افزایش آگاهی عمومی و توسعه فرهنگ علمی در ج
۶. استفاده از فیلم و ویدیو: استفاده از فیلم ها و ویدیو ها می تواند به عموم مردم کمک کند تا مفاهیم علمی را به صورت تصویری و در دسترس تر درک کنند. با استفاده از فیلم های آموزشی، می توان مفاهیم و آزمایش های علمی را به طور واضح و قابل فهم نشان داد و به عموم مردم کمک کرد تا بهترین فهم را از آنها داشته باشند.
۷. استفاده از پرسش و پاسخ: استفاده از روش پرسش و پاسخ می تواند به عموم مردم کمک کند تا در فرایند یادگیری فعالانه شرکت کنند و سوالات خود را مطرح کنند. این روش به افراد امکان می دهد تا از دانشمندان و متخصصان سوالات خود را بپرسند و درک بهتری از مفاهیم علمی بدست آورند.

## تاریخ عامه فهم سازی علم
تاریخ عامه فهم سازی علم به قدمت طولانی و پیچیده ای برمیگردد. در زیر به برخی از مراحل مهم در تاریخ عامه فهم سازی علم اشاره می کنم:
۱. زمانه قدیم: در زمان های قدیم، تبادل دانش و اطلاعات علمی به صورت شفاهی و تجربی انجام می شد. دانشمندان و محققان در این دوران، دانش و تجربیات خود را به صورت شفاهی به افراد دیگر منتقل می کردند. این اطلاعات علمی اغلب در قالب داستان ها، مثلاً اساطیر و افسانه ها، به عموم مردم منتقل می شدند.
۲. دوران رنسانس: در دوران رنسانس (قرن ۱۴ تا ۱۷)، با ظهور چاپگری و انتشار کتاب ها، امکان انتقال دانش به صورت گسترده افزایش یافت. کتاب های علمی و فلسفی به زبان های متعدد ترجمه و چاپ می شدند و به صورت عمومی در دسترس قرار می گرفتند. این امر باعث شد که عموم مردم بتوانند به دانش علمی و فلسفی دسترسی بیشتری داشته باشند.

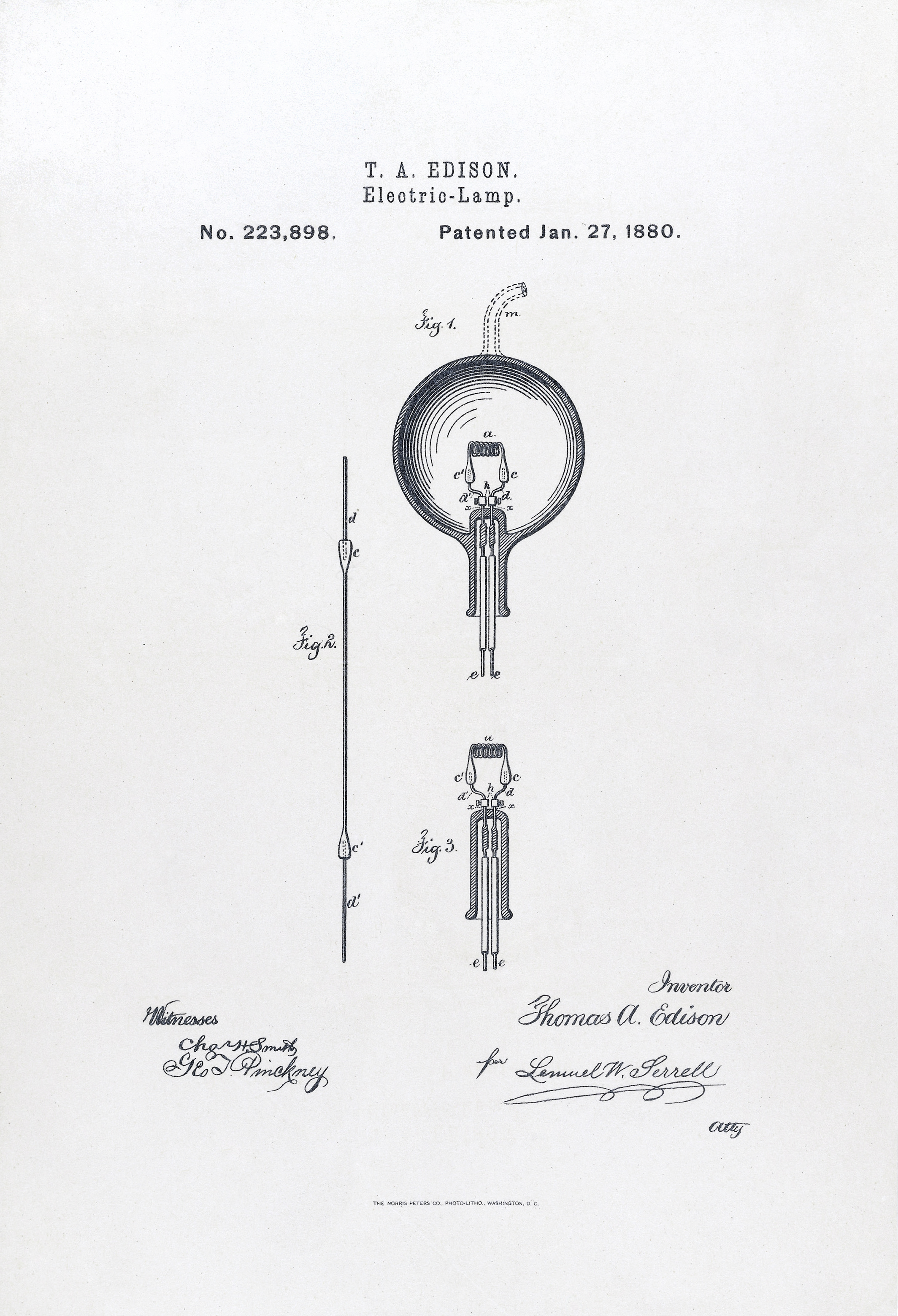
نمودار طراحی شده توسط توماس ادیسون در سال ۱۸۸۰، برای به تصویر کشیدن عملکرد یک لامپ

۳. روشنگری: در قرن ۱۸، با آغاز دوران روشنگری، تأکید بر انتشار علم و دانش به عموم مردم بیشتر شد. فیلسوفان و نویسندگان روشنگر، مانند ولتر و روسو، از سبک ساده و قابل فهم برای ارائه افکار خود استفاده کردند و به عموم مردم اجازه دادند تا به دانش علمی و فلسفی دسترسی داشته باشند. تأکید بر منطق، عقلانیت و انتشار اطلاعات علمی در سطح جامعه، به عنوان یکی از اصول اساسی روشنگری، به ترویج عامه فهم سازی علم کمک کرد.
۴. دوران صنعتی: با آغاز دوران صنعتی و پیشرفت تکنولوژی، رسانه های جدیدی مانند رادیو، تلویزیون و اینترنت برای انتقال دانش و اطلاعات علمی به عموم مردم به کار گرفته شدند. این رسانه ها امکان انتشار اطلاعات به صورت سریع و گسترده را فراهم کردند و عموم مردم را قادر ساختند تا به اخبار و دانش علمی دسترسی سریعتری داشته باشند.
۵. دهه ۱۹۸۰: در دهه ۱۹۸۰، عامه فهم سازی علم به عنوان یک حوزه مستقل شناخته شد. بسیاری از سازمان های علمی و دانشگاه ها برنامه های عامه فهم سازی علم را در نظر گرفتند و تلاش کردند تا دانش و اطلاعات علمی را به زبان ساده و قابل فهم برای عموم مردم ارائه کنند. همچنین، رسانه های عمومی نیز به ترویج عامه فهم سازی علم کمک کردند و برنامه هایی را تولید کردند که به صورت ساده و جذاب به مخاطبان عمومی دانش علمی را ارائه می دادند.
۶. امروزه: در امروزه، با پیشرفت فناوری و ارتباطات، عامه فهم سازی علم به یکی از اولویت‌های بسیاری از سازمان‌ها و موسسات علمی تبدیل شده است. وب سایت‌ها، ویدیوها، پادکست‌ها و شبکه‌های اجتماعی به عنوان ابزارهای قدرتمندی برای انتقال دانش و اطلاعات علمی به عموم مردم مورد استفاده قرار می‌گیرند. همچنین، سازمان‌های غیرانتفاعی و علمی نیز برنامه‌ها و فعالیت‌هایی را برای ترویج عامه فهم سازی علم انجام می‌دهند، مانند تشکیل نمایشگاه‌ها، کارگاه‌ها و سخنرانی‌های علمی عمومی.
۷. تکنولوژی و عامه فهم سازی علم: تکنولوژی نقش مهمی در عامه فهم سازی علم ایفا می‌کند. با استفاده از رسانه‌های دیجیتالی، می توان به سرعت و به روز بودن دانش علمی و انتقال آن به عموم مردم کمک کرد. امروزه، اپلیکیشن‌ها، پلتفرم‌های آموزش آنلاین و ویدیوهای آموزشی به صورت خلاقانه و جذاب از طریق گوشی‌های هوشمند و دستگاه‌های متصل به اینترنت در دسترس عموم قرار می‌گیرند.
تاریخ عامه فهم سازی علم نشان می‌دهد که همواره تلاش‌هایی برای انتقال دانش و اطلاعات علمی به عموم مردم انجام شده است. در طول زمان، با پیشرفت فناوری و ارتباطات، ابزارها و روش‌های متنوعی برای عامه فهم سازی علم به کار گرفته شده است. امروزه، از رسانه‌های دیجیتالی، شبکه‌های اجتماعی و فناوری‌های نوین برای انتقال دانش علمی به عموم مردم استفاده می‌شود.